# C-Media Electronics Inc.
C-Media Electronics Inc. é um dos principais fornecedores de soluções em áudio para computadores e eletrônicos.
Fundada em 1991, a C-Media Electronics fornece produtos de áudio para Computadores OEM, Placas mães, Placas de Som, VOIP e periféricos produzidos e usados em todo o mundo.
Algumas das inovações lançadas pela C-Media incluem:
1. O primeiro controlador áudio single-chip USB amplificado com controle direto dos alto- falantes.
2. A primeira implementação do software do Dolby em Real Time de 5.1 canais - Dolby Digital Live.
3. As primeiras implementações em drive de Headphones Dolby e de alto falantes virtuais Dolby.
4. A primeira implementação em um PC da tecnologia Dolby Pro Logic 2x para 7.1 canais em surround.
5. O primeiro Chip de áudio a qualificar inteiramente a solução para o áudio em High Definition.
6. As primeiras implementações em um PC do DTS conectando 7.1 canais em surround.
7. A primeira transmissão wireless de Digital Dolby Live 5.1 para redes do padrão 802.11 em áudio.